# Additive System of Photographic Exposure
L'Additive System of Photographic Exposure (APEX) è un sistema proposto nel 1961 dall'American Standards Association per il calcolo dell'esposizione.
Dal 2002 Exif 2.2 è conforme ad APEX.